# Igor Dolgatschew
Igor Dolgatschew est un acteur allemand, né le 22 novembre 1983 à Novohrad-Volynskyï, en Ukraine. 
Il est connu pour jouer le rôle de Deniz Öztürk le patineur et mannequin bisexuel de la série télévisée Le Rêve de Diana, en couple avec Roman Wild (Dennis Grabosch) et fils de Martin Öztürk (Sam Eisenstein) depuis août 2007. 

## Filmographie
- 2003 : Echte Männer ? de Christian Zübert : un jeune
- 2003 : Herbst de Marcus Ulbricht
- 2007 : Les Enfants des rues (Beautiful Bitch) de Martin Theo Krieger : Andrej
- 2007-… : Le Rêve de Diana de Rainer Wemcke : Deniz Öztürk (VF : Philippe Bozo) (depuis l'épisode 230)
- 2009 : Unter der Oberfläche de Kai E. Bogatzki : Martin Schneider
- 2013 : Soko brigade des stups : épisode 500